# Fairfield (Oklahoma)
Fairfield – jednostka osadnicza w Stanach Zjednoczonych, w stanie Oklahoma, w hrabstwie Adair.